# Болдирьовка
Болдирьо́вка (рос. Болдырёвка) — село у складі Тюльганського району Оренбурзької області, Росія.

## Населення
Населення — 69 осіб (2010; 97 у 2002).
Національний склад (станом на 2002 рік):
- росіяни — 47 %
- казахи — 44 %